# 101 Reykjavik (film)

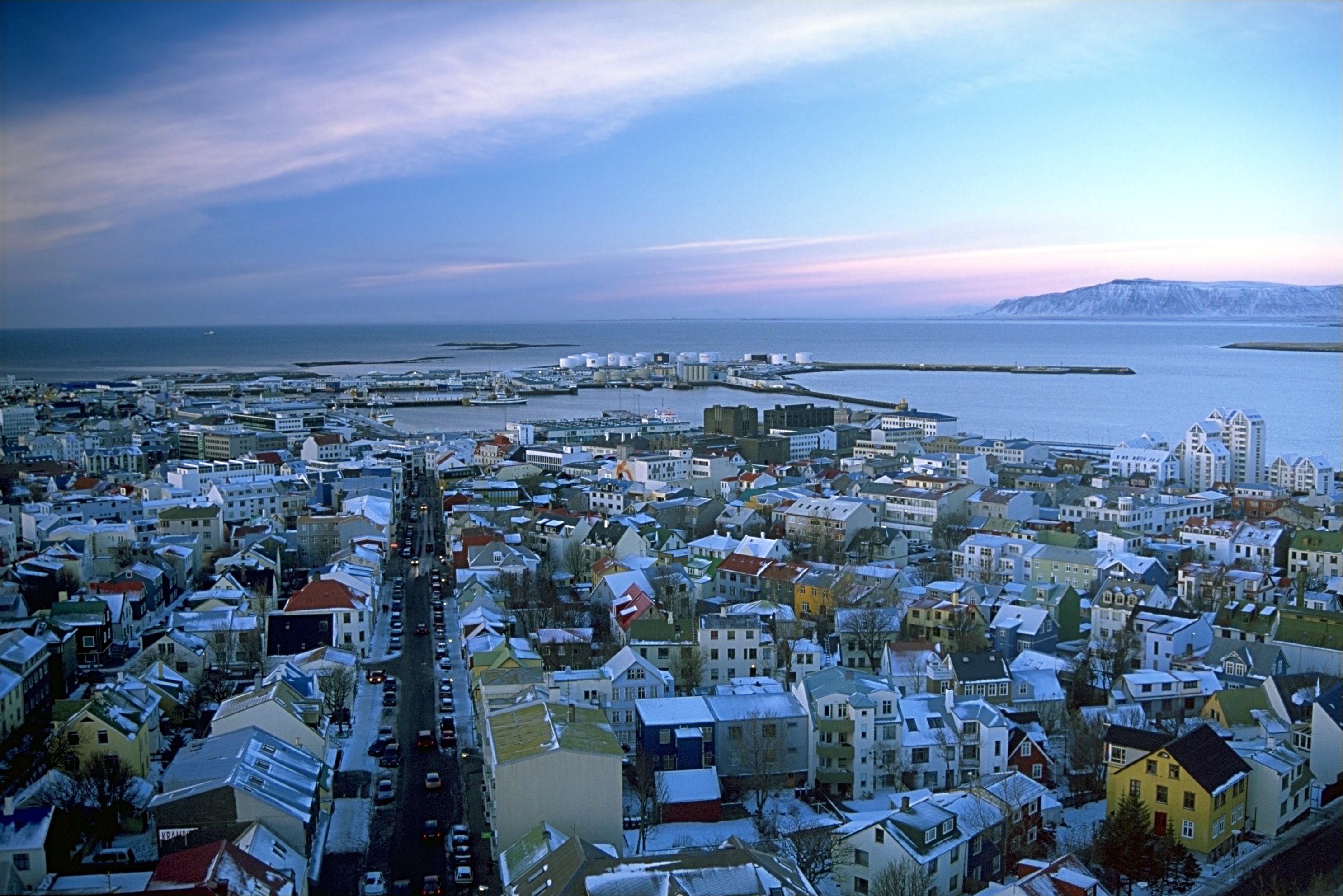
Wieczór nad centrum stolicy Islandii

101 Reykjavik (isl. 101 Reykjavík wymowaⓘ) – islandzki film komediowy z 2000 w reżyserii Baltasara Kormákura, zrealizowany w koprodukcji międzynarodowej. Scenariusz filmu powstał na podstawie wydanej w 1996 powieści islandzkiego pisarza Hallgrímura Helgasona, pod tym samym tytułem, nominowanej w 1998 roku do Nagrody literackiej Rady Nordyckiej. Filmowa wersja również cieszyła się dużą popularnością i przyniosła twórcom uznanie i liczne nagrody.
W Polsce film był prezentowany po raz pierwszy podczas Warszawskiego Festiwalu Filmowego w 2000 roku, gdzie otrzymał drugą nagrodę publiczności. Rok później 19 października 2001 wszedł do rozpowszechniania i był pierwszą produkcją islandzką, która trafiła do polskich kin. Filmowi towarzyszyło wydawnictwo płytowe z muzyką do filmu autorstwa Damona Albarna (Blur, Gorillaz), Gus Gus i Einara Örn Benediktssona (były lider zespołu The Sugarcubes).
Tytułowy numer 101 to kod pocztowy centrum, najstarszej części i hipsterskiej dzielnicy Reykjavíku. Tam rozgrywa się akcja i tam też film został nakręcony.

## Fabuła
Reykjavík to mikrokosmos Hlynura (Hilmir Snær Guðnason), głównej postaci filmu. Nie ma żadnego celu w życiu i poza ten mały świat zupełnie nie ma zamiaru wychodzić. Hlynur to w zasadzie antybohater: 33-letni obibok, wieczny młodzieniec mieszkający z matką (Hanna María Karlsdóttir), żyjący z zasiłku i darmowych posiłków na koszt państwa. W domu jeżeli akurat nie awanturuje się, to ogląda telewizję lub porno strony w Internecie. Wieczorami wałęsa się po pubach, podrywa dziewczyny lub pokątnie bierze narkotyki z kumplami. Nie ma zamiaru ani dorastać, ani rezygnować z tak wygodnego bytu.
Sytuacja zmienia się, gdy jego matkę odwiedza jej przyjaciółka Lola, hiszpańska nauczycielka tańca flamenco (w tej roli Victoria Abril, aktorka Pedro Almodóvara). Życie samo pociągnie Hlynura w pogmatwane seksualno-rodzinne sytuacje. Najpierw czeka go nieplanowana ciąża ze znajomą dziewczyną i jej żądania odpowiedzialnej postawy. A tymczasem zafascynowała go Lola, która również spodziewa się z nim dziecka. Ten związek mógłby go zainteresować, gdyby nie to, że kobieta ta okazuje się partnerką jego matki, która właśnie przechodzi swój późny coming out jako lesbijka.
Lola i matka Hlynura, jako para, adoptują dziecko. "Na tle rozbuchanego nocnego życia Reykjawiku, ta błazeńska, czarna komedia przygląda się otwarcie nieodpartemu, pogmatwanemu i często bardzo zabawnemu, seksualnemu uniwersum swego antybohatera".

## Motyw wiecznego chłopca
Życiowym credo głównego bohatera jest nicnierobienie, cyniczna postawa wobec historii i tradycji oraz powierzchowne podejście do budowania relacji z kobietami, co jest ilustracją archetypu wiecznego chłopca. Znajdujący się blisko domu pub stanowi dla niego niszę pozwalającą na zaspokajanie hedonistycznych potrzeb upijania się i kontaktów seksualnych. Brakowi umiejętności budowania trwałych relacji z kobietami przeciwstawiany jest sposób ukazania płci pięknej jako górującej zarówno emocjonalnie jak i intelektualnie nad mężczyznami. Słabości charakteru Hlynura wyjaśniane są w filmie za pomocą retrospekcji, ukazujących jego złe relacje z ojcem. Wobec bylejakości swojego życia próbuje targnąć się na swoje życie, ale jego „męska” decyzja także kończy się farsą. Natomiast zostanie biologicznym ojcem zmienia jego życie jedynie o tyle, że w końcu znajduje pracę, bowiem dziecko wychowują jego matka wraz z jej partnerką.

## Obsada
| - Hilmir Snær Guðnason jako Hlynur Björn Hafsteinsson - Victoria Abril jako Lola Milagros - Hanna María Karlsdóttir jako Berglind, matka Hlynura - Baltasar Kormákur jako Þröstur trawiarz - Ólafur Darri Ólafsson jako Marri - Þrúður Vilhjálmsdóttir jako Hofi - Pétur Einarsson - Gunnar Eyjólfsson jako Nágranni - Eyvindur Erlendsson jako Hafsteinn - Þröstur Leó Gunnarsson jako Brúsi - Jóhann Sigurðarson jako Páll - Edda Heidrún Backman jako żona Pálla | - Guðmundur Ingi Þorvaldsson jako Ellert - Halldóra Björnsdóttir jako Elsa - Hilmar Jonsson jako Magnús - Guðrún María Bjarnadóttir jako Ingey - Lilja Nótt Þórarinsdóttir jako Gunna - Benedikt Ingi Armannsson jako Ingi - Atli Rafn Sigurðarson jako Rósi - Agnar Jón Egilsson jako Gulli - Inga Maria Valdimarsdóttir jako przyjaciel Hófi - Lísa Kristjánsdóttir jako lesbijka w barze - Cosimo Heimir F. Einarsson jako José - Gunnar H. Gunnarsson |

## Znaczenie filmu
Poza Islandią film został odebrany jako zamanifestowanie braku umiejętności wejścia w dorosłość przez przedstawicieli pokolenia X. W porównaniu z powieścią Helgasona, jej ekranizacja jest ugrzecznioną wersją, zawierającą jednak sporo ironii, uwidaczniającej się między innymi w sposobie konstruowania opowieści na zasadzie kontrastu wypowiedzi narratora i towarzyszących im scen. Ironicznie ukazany jest też wątek feministyczny – matriarchalna postać Kobiety-Góry, której mit stworzyli islandzcy romantycy, potraktowana jest zarówno jako dawczyni życia, jak i prostytutka. Treść filmu, a także obsadzenie występującej w produkcjach Almodóvara Victorii Abril w roli hiszpańskiej nauczycielki flamenco i zarazem lesbijki wprowadza do filmu spojrzenie z zewnątrz na kulturę Islandii oraz umieszcza kinematografię tego kraju w europejskich kontekstach. Film oraz książka doprowadziły do powstania wizerunku Islandii jako miejsca imprez klubowych, a w konsekwencji do pojawienia się zjawiska „dzikich weekendów w Reykjaviku”.

## Nagrody i nominacje
- 2000:
  - nagroda Edda w Reykjavíku
    - nagroda dla Baltasara Kormákura za najlepszy scenariusz
    - nagroda dla Kjartana Kjartanssona za najlepszy dźwięk (również do 3 innych filmów)
    - nominacja dla Hilmira Snæra Guðnasona w kategorii aktor roku
    - nominacja dla Victorii Abril w kategorii aktorka roku
    - nominacja dla Hanny Maríi Karlsdóttir w kategorii aktorka roku
    - nominacja dla Baltasara Kormákura i Ingvara Þórðarsona w kategorii film roku
    - nominacja dla Baltasara Kormákura w kategorii reżyser roku

  - nominacja dla Baltasara Kormákura do Europejskiej Nagrody Filmowej w kategorii Europejskie odkrycie roku – Prix Fassbinder
  - nagroda festiwalowa dla Baltasara Kormákura podczas Międzynarodowego Festiwalu Filmowego w Toronto w sekcji "Odkrycia"
  - nominacja dla Petera Steugera do Złotej Żaby na Międzynarodowym Festiwalu Sztuki Autorów Zdjęć Filmowych Camerimage
  - Międzynarodowy Festiwal Filmowy w Locarno
    - nagroda młodego jury Euro<26 dla Baltasara Kormákura
    - nominacja do Złotego Leoparda dla Baltasara Kormákura

  - nagroda ekumenicznego jury dla Baltasara Kormákura podczas Nordyckich Dni Filmowych w Lubece (Lübeck Nordic Film Days)
  - nagroda FIPRESCI dla Baltasara Kormákura podczas Festiwalu Filmowego w Salonikach
- 2001
  - nominacja do Golden Precolumbian Circle dla Baltasara Kormákura w kategorii najlepszy film podczas Festiwalu Filmowego w Bogocie
  - nominacja dla Baltasara Kormákura w kategorii najlepszy film podczas Międzynarodowego Festiwalu Niezależnego Kina w Buenos Aires (Buenos Aires International Festival of Independent Cinema)
  - nagroda Big Golden Arena dla Baltasara Kormákura w kategorii najlepszy film europejski podczas Festiwalu Filmowego w Pula
  - nagroda wielkiego jury dla Baltasara Kormákura podczas Rouen Nordic Film Festival
  - nagroda Gruzińskiego Związku Filmowców dla Baltasara Kormákura podczas Międzynarodowego Festiwalu Filmowego w Tbilisi

### Opinie krytyków
- Ewelina Nasiadko, Gorący kawałek z mroźnej Islandii, Filmweb.pl [dostęp 2008-09-29] [zarchiwizowane 2010-01-14] (pol.).
- Cezary Polak, "101 Reykjavik", reż. Baltasar Kormakur, Islandia 2000, Gazeta.pl, 25 października 2001 [dostęp 2008-09-29] [zarchiwizowane 2013-05-03] (pol.).